# 盖层
盖层（英語：caprock）是指位于石油储层之上能够封隔油气向上逸散的保护层。盖层的好坏直接影响石油储层中的聚集和保存。常见的盖层有泥岩、页岩、蒸发岩（石膏、盐岩）和質密灰岩。盖层之所以能封盖油层，是因为盖层具有较低滲透率和高的排替压力（英語：displacement pressure）。盖层空隙中多含水，油气要通过其运移，必须首先排替其中的水；如果驱使石油运移的浮力未达到进入盖层所需的排替压力值，则石油就被封闭于盖层之下，即所谓的毛细管封闭（英語：capillary seal）。